# Polonais de Croatie
Les Polonais de Croatie (croate : Poljaci u Hrvatskoj ; polonais : Polacy w Chorwacji) constituent l'une des 22 minorités nationales du pays. Selon le recensement de 2011, 672 Polonais vivaient en Croatie, dont la plupart à Zagreb.
Les Polonais de Croatie ont fondé deux associations culturelles : l'Association culturelle polonaise « Mikolaj Kopernik », qui regroupe également les ensembles vocaux et de danse de Zagreb, et l'Association culturelle polonaise « Fryderyk Chopin », à Rijeka.